# Anomiopus nigrocoeruleus
Anomiopus nigrocoeruleus là một loài bọ cánh cứng trong họ Bọ hung (Scarabaeidae).